# Johannes Frank (Politiker)
Johannes Frank (* 2. März 1880 in Rüdesheim am Rhein; † 1. Oktober 1955 in Frankfurt am Main) war ein deutscher Politiker (FDP).
Frank studierte Architektur und war nach dem Studium als selbstständiger Architekt tätig. Ab 1912 studierte er am Gewerbeseminar in Berlin-Charlottenburg und wurde 1914 Gewerbelehrer in Benrath. Im Ersten Weltkrieg leistete er Kriegsdienst und war nach dem Krieg wieder Gewerbelehrer in Benrath. 1921 wurde er nach Montabaur versetzt, wo er Mitbegründer der bis dahin als Abendschule betriebenen Berufsschule als Vollzeitschule war. Nach 1939 arbeitete er erneut als Architekt.
1936 wurde er Mitglied der Nationalsozialistischen Volkswohlfahrt. Nach dem Krieg wurde er Mitglied der DP/FDP. In der 1. Wahlperiode gehörte er 1947 bis 1951 für die FDP dem Rheinland-Pfälzischen Landtag an. Im Landtag war er Vorsitzender im Wiederaufbauausschuss (29. Juli 1947 bis 12. April 1950) und Mitglied im Agrarpolitischen Ausschuss, Hauptausschuss, Haushalts- und Finanzausschuss, Kulturpolitischer Ausschuss und Wirtschafts- und Verkehrsausschuss.